# 罗涵先
罗涵先（1922年9月—2011年1月15日），曾用名罗举贤，江苏淮阴人，中国政治人物，曾任中国民主同盟中央委员会副主席、名誉副主席，第六、七届全国政协常务委员兼副秘书长，第八、九届全国政协常务委员。